# Nexus (wrestling)
Il Nexus è stata una stable di wrestling attiva nella World Wrestling Entertainment tra il 2010 e il 2011, originariamente composta dagli otto esordienti della prima stagione di NXT (Daniel Bryan, Darren Young, David Otunga, Heath Slater, Justin Gabriel, Michael Tarver, Skip Sheffield e il capo Wade Barrett).
A partire dal 7 giugno 2010, il Nexus si presentò negli show di Raw con l'intento di mettere a soqquadro l'intera WWE, focalizzandosi soprattutto sull'allora campione John Cena. Il 3 gennaio 2011 CM Punk divenne il nuovo capo del gruppo, che venne rinominato New Nexus, ma con il suo turn-face il gruppo rimase composto dai soli David Otunga e Michael McGillicutty; questi ultimi si separarono definitivamente il 22 agosto 2011.

## Storia

### Attacchi al personale
Il Nexus debuttò durante la puntata di Raw del 7 giugno 2010, quando Wade Barrett, vincitore della prima stagione dello show televisivo NXT, annunciò che entro la fine della serata avrebbe lasciato il segno sullo show. La stessa sera Barrett si presentò a sorpresa sullo stage durante il main event, che vedeva il WWE Champion John Cena affrontare CM Punk in un match non titolato; poco dopo, gli altri sette partecipanti alla prima stagione di NXT (Daniel Bryan, Darren Young, David Otunga, Heath Slater, Justin Gabriel, Michael Tarver e Skip Sheffield) arrivarono dal pubblico e attaccarono Cena, Punk, i telecronisti Matt Striker e Jerry Lawler e il ring announcer Justin Roberts. Per l'eccessiva violenza mostrata nell'assalto verso quest'ultimo, Daniel Bryan venne realmente licenziato dalla WWE
La settimana successiva Barrett giustificò le azioni del gruppo dicendo di essersi vendicato nei confronti della federazione per come erano stati trattati durante il periodo di NXT, chiedendo inoltre un contratto per tutti i componenti della stable. Il General Manager di Raw, Bret Hart, non accettò le richieste dell'inglese e, anzi, decise inizialmente di licenziarlo. A fine puntata, Hart venne però attaccato dagli altri membri, che gli diedero tempo entro il pay-per-view Fatal 4-Way per riassumere il loro capo e accogliere le sue richieste. A Fatal 4-Way il Nexus intervenne nel main event, un Fatal 4-Way match valido per il WWE Championship tra il campione John Cena, Edge, Randy Orton e Sheamus; il gruppo attaccò tutti i partecipanti dell'incontro e ad approfittarne fu Sheamus, che vinse la cintura schienando il campione.
La sera dopo, a Raw, Vince McMahon annunciò che Bret Hart non sarebbe più stato il general manager e al suo posto nominò una persona anonima che avrebbe comunicato col pubblico tramite e-mail; come prima decisione, il nuovo GM assunse il Nexus al completo. Poco dopo, il gruppo attaccò di nuovo John Cena nel rematch contro Sheamus. Nelle settimane successive attaccarono diversi wrestler di Raw e anche alcune leggende tra cui Ricky Steamboat.

### Faida con John Cena
Nella puntata di Raw del 28 giugno 2010 John Cena chiese una tregua al Nexus, ma Barrett gli rispose che l'unico modo per porre fine alle ostilità era quello di unirsi a loro; il bostoniano rifiutò e annunciò di aver messo insieme un team di sette uomini per affrontarli a SummerSlam: la squadra era composta dallo stesso Cena, Chris Jericho, Edge, The Great Khali, John Morrison, R-Truth ed il rientrante Bret Hart. Nelle settimane successive i membri del Team WWE vennero spesso attaccati dal Nexus, tanto che Khali venne messo fuori gioco e sostituito da The Miz. Al pay-per-view, però, Cena annunciò che il settimo membro della squadra non sarebbe stato The Miz ma il rientrante Daniel Bryan; il match fu vinto dal Team WWE, con Cena che rimase come ultimo sopravvissuto dopo aver eliminato per ultimo Barrett. La sera successiva, a Raw, il Nexus si prese la rivincita sconfiggendo sei dei sette membri del Team WWE in incontri singoli; l'unico ad essere sconfitto fu Darren Young, che perse un match contro Cena e venne estromesso dal gruppo. La settimana successiva Barrett annunciò di voler sfruttare la title shot ottenuta con la vittoria di NXT a Night Of Champions, ma il General Manager anonimo decise che il match sarebbe stato un Six-Pack Elimination match con l'inserimento di Chris Jericho, Edge, John Cena e Randy Orton.
La settimana successiva, nel corso di un house show in Europa, Skip Sheffield si infortunò gravemente ad una caviglia: il suo stop fu previsto in sei mesi, lasciando il gruppo a cinque elementi. A Night Of Champions, il Nexus intervenne nel main event permettendo a Barrett di eliminare Cena dalla contesa, ma lo stesso Cena subito dopo li attaccò con una sedia, permettendo a Randy Orton di eliminare lo stesso Barrett.
Nella successiva puntata di Raw, John Cena sfidò Wade Barrett in un match singolo a Hell in a Cell: in caso di vittoria di Cena il Nexus si sarebbe sciolto, mentre in caso di vittoria di Barrett Cena avrebbe dovuto far parte del gruppo. Due giorni prima di Hell in a Cell, il Nexus prende parte alla puntata di esordio di SmackDown, distruggendo Big Show in un handicap match 5 vs. 1. A Hell in a Cell, Wade Barrett sconfigge John Cena grazie all'intervento a sorpresa di due fan, obbligandolo ad entrare nel Nexus.
Il giorno dopo, a Raw, Wade Barrett annuncia che i due fan sono stati identificati come Husky Harris e Michael McGillicutty, entrambi partecipanti alla seconda edizione di WWE NXT, che per ora non fanno parte del gruppo anche se nel corso dello show i due verranno inquadrati nel camerino del Nexus. Nel main event, Wade Barrett vince un 20 man over the top rope Battle Royal che gli vale il ruolo di primo sfidante al WWE Championship, detenuto da Randy Orton, a Bragging Rights; la vittoria è arrivata dopo che John Cena, ultimo rimasto insieme a Barrett, è stato costretto a lasciare il ring spontaneamente perché a inizio show il GM anonimo aveva decretato che, se Cena non avesse aiutato il Nexus a seguire i suoi scopi, sarebbe stato licenziato; sempre a inizio show, Cena aveva dichiarato di voler distruggere il Nexus dal suo interno, brutalizzando Michael Tarver al termine di un match di coppia perso contro Mark Henry e Evan Bourne. A Bragging Rights, Barrett non riesce a battere Randy Orton, ma Cena e Otunga vincono il WWE Tag Team Championship. Dopo 24 ore Cena e Otunga perdono i titoli a favore dei loro compagni del Nexus Justin Gabriel e Heath Slater.
Alle Survivor Series questi ultimi mantengono i titoli a spese di Santino Marella e Vladimir Kozlov, mentre John Cena, nel match tra Wade Barrett e Randy Orton, a cui partecipa con il ruolo di arbitro speciale, porta Orton alla vittoria e come da stipulazione è costretto a lasciare il Nexus e la WWE. Nella puntata di Raw del 29 novembre, John Cena infortuna McGillicutty, Justin Gabriel e Heath Slater. Questi ultimi perdono i titoli di coppia il 6 dicembre 2010 in un Fatal-4 Way Elimination Tag Team match a favore di Santino Marella e Vladimir Kozlov, sempre grazie all'intervento di Cena; nel match erano coinvolti anche gli Usos e Mark Henry e Yoshi Tatsu. La stessa sera, durante il confronto tra Barrett e Cena, il leader del Nexus viene abbandonato dal resto del gruppo; subito dopo David Otunga, a nome del gruppo, pone a Barrett un ultimatum: se non farà riassumere Cena entro la puntata successiva di Raw, sarà escluso dal gruppo. Sette giorni dopo, Barrett riassume Cena a patto che lo sfidi in un Chairs match a TLC e che affronti David Otunga nel corso di Raw; prima del match, l'intero Nexus abbandona Otunga da solo nel ring, come avevano fatto con Barrett sette giorni prima, lasciandolo nelle grinfie di Cena che, prima lo sconfigge con la STFU, e poi lo assale con diverse sediate sotto gli occhi di Wade Barrett. A TLC, Barrett viene sconfitto da Cena e, inoltre, alla fine del match, gli sbatte sulla testa 23 sedie che erano appese al soffitto come simbolo del PPV.

### The New Nexus
Nella puntata di Raw del 27 dicembre, David Otunga si presenta sul ring insieme agli altri membri del Nexus proponendo una tregua a John Cena; Cena rifiuta e il Nexus lo assale nominando un nuovo capo, CM Punk. Nella puntata successiva di Raw, Wade Barrett torna reclamando la leadership del gruppo e accetta di metterla in palio, oltre al posto nel Nexus, nel match per determinare il primo sfidante al titolo WWE, un Triple Threat Steel Cage match contro Randy Orton e King Sheamus; durante il match, vinto poi da Randy Orton, CM Punk costa la vittoria a Barrett strappandogli poi la fascetta del Nexus e sancendone l'uscita dal gruppo. Successivamente, CM Punk sottopone i membri del Nexus a vari riti di iniziazione a cui si rifiutano solo Slater e Gabriel, che per questo vengono estromessi dal gruppo.
Nell'edizione successiva, CM Punk batte John Cena per squalifica, grazie all'intervento del FCW Florida Heavyweight Champion Mason Ryan, che prima colpisce Punk per far squalificare Cena, e poi attacca il rapper; a fine match viene ufficialmente inserito nel gruppo dallo stesso CM Punk. Nella puntata di Raw del 24 gennaio, Husky Harris e Michael McGillicutty sconfiggono Santino Marella e Vladimir Kozlov. I membri del Nexus partecipano tutti quanti alla Royal Rumble, dove riescono ad eliminare molti partecipanti. Harris viene eliminato da The Great Khali, mentre gli altri vengono eliminati tutti da John Cena.
Nella puntata di Raw del 1º febbraio, Harris e McGillicutty non riescono a conquistare i WWE Tag Team Championship. Dopo il match, Husky Harris viene infortunato da Randy Orton che lo colpisce con il Punt Kick. Nella puntata di Raw del 7 febbraio, il Nexus attacca Orton ad inizio puntata, vendicando così Husky Harris. Successivamente, CM Punk vince per squalifica contro John Cena. Nella puntata di Raw del 14 febbraio, CM Punk riesce a sconfiggere Cena ma successivamente Otunga e McGillicutty vengono sconfitti in un tag team match da John Morrison e R-Truth. A fine puntata, il Nexus prova ad attaccare Randy Orton, ma in aiuto della vipera arrivano tutti gli altri partecipanti all'Elimination Chamber match, che riescono a scacciare il Nexus. Al PPV Elimination Chamber, CM Punk partecipa all'Elimination Chamber match per decretare il primo sfidante al WWE Championship a WrestleMania XXVII, ma viene sconfitto. Nell'edizione di Raw del 28 febbraio 2011, viene sancito ufficialmente il match tra Cm Punk e Randy Orton a WrestleMania XXVII e viene annunciato che nelle settimane di avvicinamento a Raw gli altri membri del Nexus avrebbero affrontato Orton in match singolo con in palio la possibilità di stare all'angolo del loro leader a WrestleMania in caso di vittoria; se però il resto del gruppo avesse interferito in questi match il Nexus si sarebbe dovuto sciogliere. Il primo match, andato in onda la stessa sera, ha visto Orton battere Michael McGillicutty e a match concluso farlo vittima del suo Punt Kick, di fatto escludendolo dal Nexus. A Raw del 7 marzo, è Otunga a scendere in campo contro Orton. Quest'ultimo era stato fatto oggetto di un attacco di gruppo prima del match, ma riesce comunque a portare a casa la vittoria e a colpire anche David Otunga con il Punt Kick, mettendo anch'egli fuori gioco. Nella puntata di Raw del 14 marzo, tocca a Mason Ryan affrontare Randy Orton, ma la vittoria va ancora a quest'ultimo. Dopo la vittoria con l'RKO di Randy, anche Mason Ryan viene colpito da un Punt Kick da parte di Randy Orton, e così si infortuna uscendo dal Nexus e lasciando solo CM Punk. A WrestleMania XXVII, CM Punk perde contro Randy Orton dopo un bel match molto combattuto e influenzato dall'infortunio di The Viper. Nella puntata dell'11 aprile, il Nexus fa il suo ritorno (tranne Husky Harris) attaccando Randy Orton, ovvero colui che li aveva messi fuori gioco. La settimana dopo, CM Punk perde il rematch di WrestleMania contro Orton. Dopo il match il Nexus attacca Orton, che però riesce a colpire Punk con la RKO e a fuggire. Nella puntata di SmackDown del 16 maggio, i due membri del Nexus McGillicutty e Otunga sconfiggono i campioni di coppia Kane e Big Show. A Over the Limit, CM Punk e Mason Ryan non riescono a conquistare i WWE Tag Team Championship. L'impresa riesce però la sera dopo agli altri due compagni, Otunga e McGillicutty, che conquistano i titoli. Il 26 giugno Mason Ryan si infortuna.

### Frizioni e scioglimento
A Money in the Bank, CM Punk sconfigge John Cena e conquista il WWE Championship. Dopo il turn face di CM Punk, che abbandona automaticamente il gruppo, nel Nexus rimangono solamente Otunga e McGillicutty dopo che Mason Ryan si è infortunato. Otunga e McGillicutty combattono a Superstars il 21 luglio, entrando con una nuova theme song e perdendo contro Zack Ryder e Santino Marella. Nell'episodio di Raw del primo agosto, McGillicutty e Otunga hanno sconfitto Santino Marella e Zack Ryder, presentandosi semplicemente come "David Otunga & Michael McGillicutty" quindi senza usare il nome New Nexus e senza il logo nelle magliette e nel titantron. Dopo vari mesi, David Otunga diventa l'assistente di John Laurinaitis, non combattendo più in coppia con Michael McGillicutty: il Nexus, dopo un anno e nove mesi, cessa di esistere poiché nel gruppo non ci sono più membri.

## Membri

### Formazione

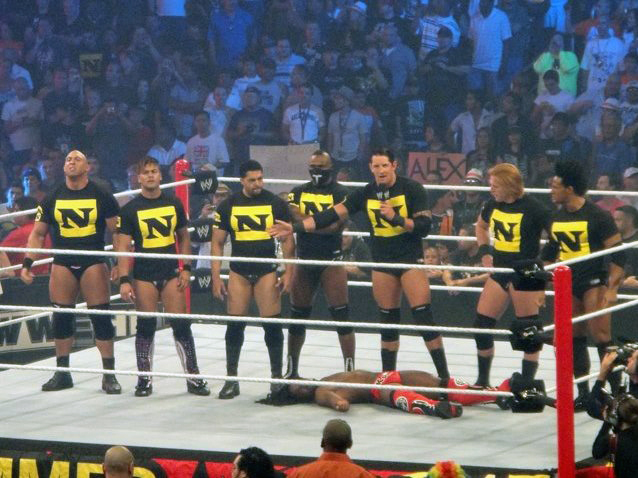
I membri originari del Nexus nell'agosto del 2010

| Wrestler            | Ingresso        | Uscita           | Note                       |
| ------------------- | --------------- | ---------------- | -------------------------- |
| Wade Barrett        | 7 giugno 2010   | 27 dicembre 2010 | Capo originario del gruppo |
| Daniel Bryan        | 7 giugno 2010   | 11 giugno 2010   |                            |
| Darren Young        | 7 giugno 2010   | 16 agosto 2010   |                            |
| Skip Sheffield      | 7 giugno 2010   | 18 agosto 2010   |                            |
| Michael Tarver      | 7 giugno 2010   | 4 ottobre 2010   |                            |
| Justin Gabriel      | 7 giugno 2010   | 10 gennaio 2011  |                            |
| Heath Slater        | 7 giugno 2010   | 10 gennaio 2011  |                            |
| David Otunga        | 7 giugno 2010   | 22 agosto 2011   |                            |
| John Cena           | 3 ottobre 2010  | 21 novembre 2010 |                            |
| Husky Harris        | 25 ottobre 2010 | 31 gennaio 2011  |                            |
| Michael McGilicutty | 25 ottobre 2010 | 22 agosto 2011   |                            |
| CM Punk             | 3 gennaio 2011  | 17 luglio 2011   | Secondo capo del gruppo    |
| Mason Ryan          | 17 gennaio 2011 | 11 luglio 2011   |                            |

## Musiche d'ingresso
- We Are One dei 12 Stones (7 giugno 2010–3 gennaio 2011)
- This Fire Burns dei Killswitch Engage (10 gennaio 2011–14 luglio 2011)
- All About the Power degli S-Preme (21 luglio 2011–22 agosto 2011)

## Titoli e riconoscimenti
- Pro Wrestling Illustrated
  - Feud of the Year (2010) – vs. WWE
  - Most Hated Wrestler of The Year (2010) – Wade Barrett
  - Rookie of the Year (2010) – David Otunga
- World Wrestling Entertainment
  - WWE Championship (1) – CM Punk
  - WWE Tag Team Championship (3) – David Otunga e John Cena (1), David Otunga e Michael McGillicutty (1), Heath Slater e Justin Gabriel (1)